# 지구 주회 궤도
지구 주회 궤도 또는 지구 중심 궤도, 지심 궤도, 지구 궤도는 달이나 인공위성과 같이 지구 주위를 도는 모든 물체의 궤도이다. 1997년 NASA의 고다드 우주 비행 센터가 추적한 결과, 지구 궤도를 도는 인공위성 탑재체가 약 2,465개, 우주 쓰레기가 약 6,216개 있다고 추정했다. 이전에 발사된 16,291개 이상의 물체가 궤도 붕괴를 거쳐 지구 대기권에 진입했다.
우주선은 중력에 의한 구심 가속도가 속도의 수평 성분에 의한 원심 가속도보다 작거나 같을 때 궤도에 진입한다. 지구 저궤도의 경우, 이 속도는 약 7.8km/s(28,100km/h)이다. 이에 비해 지금까지 달성한 가장 빠른 비행기의 속도(우주선으로 달성한 속도 제외)는 1967년 노스아메리칸 X-15가 달성한 2.2km/s(7,900km/h)이다. 고도 600km에서 지구 궤도 속도에 도달하는 데 필요한 에너지는 약 36MJ/kg이며, 이는 단순히 해당 고도까지 올라가는 데 필요한 에너지의 6배에 달한다.
근지점이 약 2,000km 미만인 우주선은 지구 대기에서 항력을 받아 궤도 고도가 낮아진다. 궤도 붕괴 속도는 위성의 단면적과 질량, 상층 대기의 공기 밀도 변화에 따라 달라진다. 약 300km 이하에서는 붕괴 속도가 더 빨라져 수명이 며칠 단위로 측정된다. 위성이 180km까지 내려가면 대기권에서 증발하기까지 몇 시간밖에 걸리지 않는다. 지구의 중력장에서 완전히 벗어나 행성 간 공간으로 이동하는 데 필요한 탈출 속도는 약 11.2km/s이다.

## 유형
다음은 다양한 기준에 따른 지구 중심 궤도 분류 목록이다.

### 고도 분류

저궤도(청록색)와 중궤도(노란색) 지구 궤도 영역. 검은색 점선은 지구 동기 궤도이다. 녹색 점선은 GPS 위성에 사용되는 20,230km 궤도이다.

대기권 통과 궤도(Transatmospheric orbit, TAO)원지점의 고도가 100km 이상이고 정의된 대기와 교차하는 근지점이 있는 지구 궤도.
지구 저궤도(Low Earth orbit, LEO)평균 해발 160km에서 2,000km 사이의 고도 범위의 지구 궤도. 160km에서 1회전은 약 90분이 소요되며 원형 궤도 속도는 8km/s이다.
지구 중궤도(Medium Earth orbit, MEO)원점의 고도가 2,000km에서 정지 궤도의 35,786km 사이인 지구 궤도.
지구 동기 궤도(Geosynchronous orbit, GEO)고도 35,786km의 지구 중심 원형 궤도. 궤도의 주기는 지구의 자전 주기와 일치하는 항성일 하루와 같다. 속도는 약 3km/s이다.
지구 고궤도(High Earth orbit, HEO)지구 동기 궤도보다 원지점의 고도가 더 높은 지구 궤도. 고궤도의 특별한 경우는 근지점의 고도가 2,000km 미만인 장타원 궤도이다.

### 경사도 분류
경사 궤도적도면에 대한 궤도 경사가 0이 아닌 궤도.
극궤도행성의 극 위 또는 거의 위를 통과하는 위성. 따라서 경사도는 90도(또는 90도에 매우 가까움)이다.
극지 태양 동기 궤도모든 패스에서 동일한 현지 시간에 적도를 통과하는 거의 극궤도에 가까운 궤도. 그림자가 모든 패스에서 동일하기 때문에 이미지를 촬영하는 위성에 유용하다.

### 이심률 분류
원 궤도이심률이 0으로, 궤도가 원을 따르는 궤도.
타원 궤도이심률이 0보다 크고 1보다 작은 궤도로, 궤도가 타원을 따르는 궤도.
호만 전이 궤도우주선을 한 원형 궤도에서 다른 원형 궤도로 이동시키는 궤도. 발터 호만의 이름을 따서 명명되었다.
정지 전이 궤도근지점이 지구 저궤도(LEO)의 고도에 있고 원지점이 지구 동기 궤도의 고도에 있는 지구 중심 타원 궤도.
장타원 궤도35,786km 이상의 원지점과 낮은 근지점(약 1,000km)이 있는 궤도. 원지점 근처에서 긴 체류 시간을 갖는다.
몰니야 궤도기울기가 63.4°이고 공전 주기가 항성일의 1/2(약 12시간)인 장타원 궤도. 그러한 위성은 지구의 지정된 지역에서 대부분의 시간을 보낸다.
툰드라 궤도기울기가 63.4°이고 공전 주기가 항성일 1일(약 24시간)인 장타원 궤도. 그러한 위성은 지구의 지정된 지역에서 대부분의 시간을 보낸다.
포물선 궤도이심률이 정확히 1인 궤도. 물체의 속도는 탈출 속도와 같으므로 지구의 중력을 벗어나 계속 이동한다.
쌍곡선 궤도이심률이 1보다 큰 궤도. 물체의 속도는 탈출 속도를 초과므로 지구의 중력을 벗어나 감속되면서 무한히 계속 이동한다.

### 방향 분류
순행 궤도적도면에 투영한 궤도가 지구의 자전과 같은 방향으로 지구를 중심으로 회전하는 궤도.
역행 궤도적도면에 투영한 궤도가 지구의 자전과 반대 방향으로 지구를 중심으로 회전하는 궤도.

### 지구 동기 분류
준동기 궤도고도가 약 20,200km이고 궤도 주기는 약 12시간이다.
지구 동기 궤도(GEO)고도가 약 35,786km인 궤도. 그러한 위성은 하늘에서 아날렘마를 따른다.
정지 궤도(GSO)기울기가 0인 정지 궤도. 지상에 있는 관찰자에게는 이 위성이 하늘에 고정된 점으로 보일 것이다.
초동기 궤도GSO/GEO 위의 폐기/저장 궤도. 위성은 서쪽으로 표류할 것이다.
아동기 궤도GSO/GEO 아래의 폐기/저장 궤도. 위성은 동쪽으로 표류할 것이다
묘지 궤도위성이 작동이 끝날 때 이동하는 궤도. 정지 궤도에서 수백 킬로미터 위에 있는 궤도이다.

### 기타 기준 분류
태양 동기 궤도
달 궤도

### 비지구 궤도
말굽 궤도
준궤도 비행

## 같이 보기
- 지구의 궤도
- 궤도역학
- 천구
- 태양 주회 궤도
- 탈출 속도
- 인공위성
- 우주정거장